# 샷건 웨딩 (영화)
《샷건 웨딩》(영어: Shotgun Wedding)는 미국에서 제작된 제이슨 무어 감독의 2022년 로맨틱 액션 코미디 영화이다.

## 줄거리
다시와 톰은 필리핀의 개인 소유 섬에서 휴양지 결혼식(destination wedding)을 연다. 결혼에 대한 확신이 흔들리던 두 사람이 자리를 옮겨 말다툼을 하는 사이 다시의 부자 아버지 로버트의 돈을 노린 해적들에게 하객들이 인질로 붙잡힌다.

## 출연
- 제니퍼 로페즈 - 다시 리베라 역
- 조시 더멜 - 톰 파울러 역
- 제니퍼 쿨리지 - 캐럴, 톰의 어머니 역
- 소니아 브라가 - 러나타 오티즈 역
- 치치 매린 - 로버트 리베라 역
- 캘리 허낸데즈 - 제이미 리베라 역
- 데즈민 보헤스 - 리키 실버 역
- 다시 카든 - 해리엇, 로버트의 여자친구 역
- 레니 크래비츠 - 숀 호킨스, 다시의 전 약혼자 역
- 스티브 콜터 - 래리 파울러 역
- 앨릭스 맬러리 주니어 - 도그 페이스 역

## 기타
- 수입사: (주)제이엔씨미디어그룹, (유)조이앤시네마